# BRIC

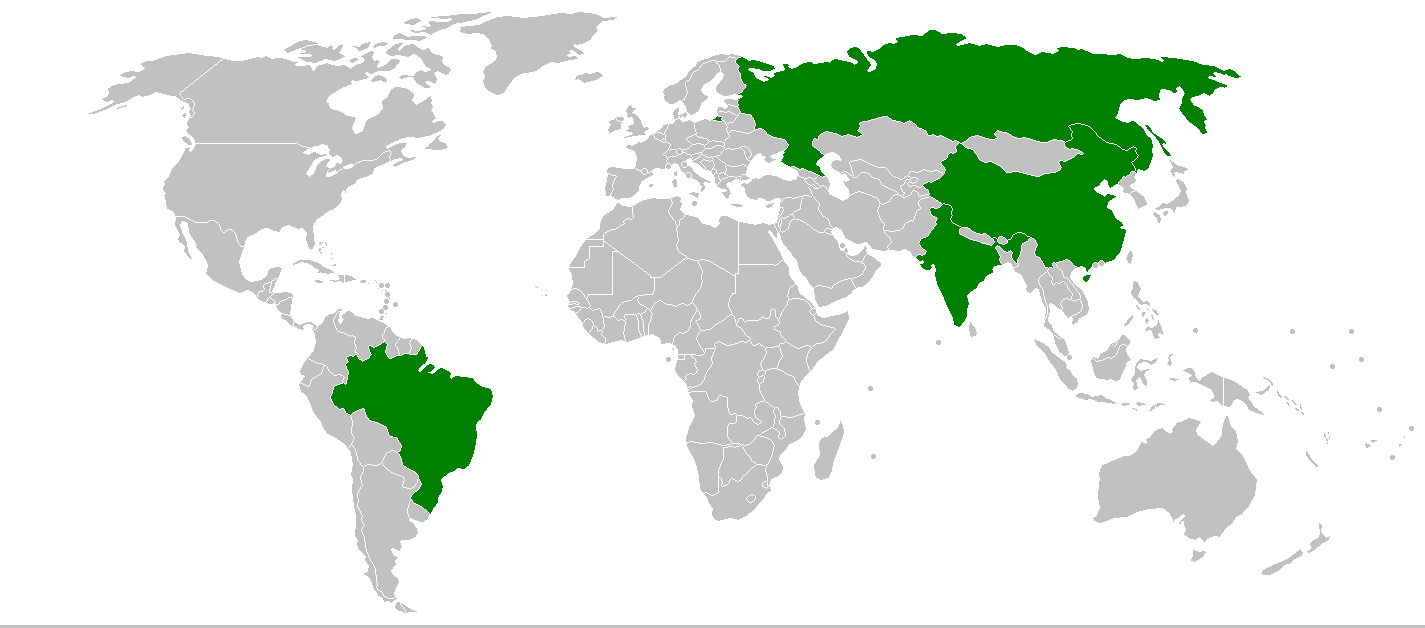
De vier BRIC-landen:

BRIC is een acroniem uit de economie dat verwijst naar de landen Brazilië, Rusland, India en China, landen die zich in een vergelijkbaar stadium van economische ontwikkeling bevinden. Er wordt naar verwezen als "de BRICs", "de BRIC-landen" of de "Grote Vier".

## Beschrijving
Het acroniem werd gelanceerd door Jim O'Neill in een paper uit 2001, getiteld "Building Better Global Economic BRICs". De term werd voor het eerst duidelijk gebruikt in een proefschrift over de investeringsbanken van Goldman Sachs. Het acroniem raakte breed in gebruik als symbool voor de verschuiving in economische kracht, weg van de ontwikkelde G7-economieën richting de zich ontwikkelende landen. Het belangrijkste punt in dit document uit 2003 was de argumentatie dat de BRICss zich zeer snel ontwikkelen en rond het jaar 2050 de meeste van de huidige rijkste landen van de wereld zullen hebben ingehaald.
Goldman Sachs heeft betoogd dat de gecombineerde economieën van de vier BRIC-landen, aangezien ze zich snel ontwikkelen, tegen 2050 de gecombineerde economieën van de huidige rijkste landen van de wereld zouden kunnen overtreffen. Deze vier landen samen beslaan momenteel meer dan een kwart van het landoppervlak van de wereld en meer dan 40% van de wereldbevolking.
In de onderstaande tabel staan een aantal belangrijke gegevens van de vier BRIC-landen. De gegevens hebben betrekking op het jaar 2015 en de bedragen luiden in Amerikaanse dollars:
| Staat        | Oppervlakte (× 1000 km²) | Inwoners (× miljoen) | BBP (US$ miljard) | BBP (in US$ per hoofd) | BBP (in PPP US$ per hoofd) |
| ------------ | ------------------------ | -------------------- | ----------------- | ---------------------- | -------------------------- |
| Brazilië     | 8.500                    | 204                  | 1.801             | 8.810                  | 14.773                     |
| Rusland      | 17.100                   | 143                  | 1.366             | 9.521                  | 25.021                     |
| India        | 3.300                    | 1.283                | 2.090             | 1.628                  | 5.871                      |
| China        | 9.600                    | 1.375                | 11.226            | 8.167                  | 13.457                     |
| BRICs totaal | 38.500                   | 3.005                | 16.483            |                        |                            |

Op 16 juni 2009 hielden de leiders van de BRIC-landen hun 2009 BRIC-top in Jekaterinenburg, en legden een verklaring af waarin ze opriepen tot de oprichting van een equitable, democratische en multipolaire wereldorde. Sindsdien hebben zij elkaar ontmoet in Brasília in 2010 en in Sanya in 2011.

## Alternatieven
Als gevolg van de populariteit van de thesis over Goldman Sachs, werd de term BRIC uitgebreid met de termen BRICS (inclusief Zuid-Afrika (South Africa)), BRICM (inclusief Mexico) en BRICET (inclusief Oost-Europa (Eastern Europe) en Turkije) en werden deze termen algemenere marketingtermen wanneer men het over deze groeiende economische markten heeft.
Jim O'Neill vertelde daar dat hij continu benaderd werd voor een BRIC-status door verschillende landen. Hij zei dat Zuid-Afrika, met een bevolking van 50 miljoen mensen, een te kleine economie was om de BRIC-gelederen te versterken. Toch namen de BRIC-landen, nadat ze zelf een politieke organisatie vormden, later Zuid-Afrika in hun midden op waarmee ze veranderden in de BRICS.
Volgens een publicatie uit 2005 waren alleen Mexico en Zuid-Korea andere landen die vergelijkbaar zijn met de BRICs, maar zij werden aanvankelijk uitgesloten omdat hun economieën werden beschouwd als al meer ontwikkeld, aangezien ze al lid waren van de OECD.
Verscheidene van de meer ontwikkelde landen uit de N-11 (Next Eleven), vooral Turkije, Mexico, Nigeria en Indonesië, worden gezien als de meest waarschijnlijke gegadigden om zich bij de BRICs te voegen. Sommige andere zich ontwikkelende landen die nog niet het N-11 economische niveau hebben bereikt, zoals Zuid-Afrika, hebben ook interesse in de BRIC-status. Economen op de Reuters 2011 Investment Outlook Summit op 6–7 december 2010, wezen het idee van Zuid-Afrika als nieuw BRIC-land af.